# Ca n'Amat (Gavà)
Ca n'Amat és un mas al terme municipal de Gavà (Baix Llobregat) catalogat a l'Inventari del Patrimoni Arquitectònic de Catalunya. Conjunt de construccions: masia, ermita i edifici de colònies. Cal destacar l'edificació principal, la masia, de planta rectangular i tres altures, planta baixa, pis i golfes. La façana principal presenta una distribució simètrica i es troba decorada amb un rellotge de sol i esgrafiats amb elements geomètrics. A la llinda de la porta d'entrada es pot llegir la inscripció "Joan Amat i Ros, 1741". És destacable la galeria de petits arquets de mig punt situats a les golfes.